# Expédition Santo 2006

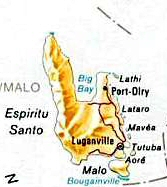
Carte de l'île d'Espiritu Santo

L'expédition Santo 2006 est une ambitieuse mission scientifique qui a été menée en 2006 à propos de la biodiversité de l'île d'Espiritu Santo dans la République du Vanuatu.

## Organisation
L'expédition rassembla 160 scientifiques venus de 25 pays du monde et des moyens scientifiques, humains et technologiques d'exception.
Elle était à l'initiative française du Muséum national d'histoire naturelle, de l'Institut de recherche pour le développement et de Pro-Natura International.
Elle était dirigée par :
- Philippe Bouchet, professeur au Muséum national d’histoire naturelle
- Hervé Le Guyader, professeur de biologie évolutive à l’Université Pierre-et-Marie-Curie (Paris VI)
- Olivier Pascal, directeur des programmes pour l’ONG Pro-Natura International et depuis 1994 l’organisateur des expéditions du Radeau des cimes.

## Travaux scientifiques
Deux numéros thématiques de la revue scientifique Zoosystema (Publications scientifiques du Muséum national d'histoire naturelle) ont été spécifiquement consacrés à l'expédition Santo 2006 :
- Zoosystema, Vol.31, No.3, 2009, 352 p.
- Zoosystema, Vol.34, No.2, 2012, 260 p.